# Clemens Dorner
Clemens Dorner (* 10. April 1991) ist ein ehemaliger österreichischer Skirennläufer. Er gehörte seit 2009 dem Kader des Österreichischen Skiverbandes an und feierte 2012 seinen ersten Sieg im Europacup.

## Biografie
Dorner stammt aus Andelsbuch in Vorarlberg und besuchte das Skigymnasium im tirolerischen Stams. Er fuhr im Winter 2006/2007 seine ersten FIS-Rennen, musste die Saison aber nach einer Knieverletzung im Jänner beenden. Dorner wurde 2009 in den Nachwuchskader des Österreichischen Skiverbandes (ÖSV) aufgenommen, erlitt aber im Dezember 2009 erneut eine Bänderverletzung im Knie, worauf er fast im gesamten Winter 2009/2010 keine Rennen bestreiten konnte. In der Saison 2010/2011 gelangen ihm die ersten Podestplätze in FIS-Rennen sowie ein dritter Platz im Riesenslalom der österreichischen Jugendmeisterschaften, worauf er im Winter 2011/2012 zu ersten Einsätzen im Europacup kam, dabei aber noch ohne Punkte blieb. Während der Saison 2011/2012 hatte sich Dorner verstärkt auf Abfahrt und Super-G konzentriert. Erste Erfolge in den schnellen Disziplinen erzielte er im Februar und März 2012 mit seinem ersten Sieg in einem FIS-Rennen beim Super-G in Spital am Semmering sowie einem zweiten Platz bei den deutschen Super-G-Meisterschaften in Garmisch-Partenkirchen.
Zu Beginn der Saison 2012/13, nach seinem Aufstieg in den B-Kader des ÖSV, konnte Dorner bei den Rennen auf der Reiteralm erstmals im Europacuppunkten, wobei ihm gleich der Anschluss an die Spitze gelang. Zunächst fuhr er in der Abfahrt auf den zehnten Rang, ehe er am folgenden Tag im Super-G seinen ersten Europacupsieg feierte. In seinem nächsten Europacuprennen, der Abfahrt von Wengen am 10. Jänner 2013, kam Dorner schwer zu Sturz. Dabei erlitt er Risse des vorderen Kreuzbandes, des Innenbandes und der Patellasehne im linken Knie.
Am 29. September 2015 gab Dorner seinen Rücktritt bekannt.

## Erfolge

### Europacup
- 2 Platzierungen unter den besten zehn, davon 1 Sieg:

| Datum             | Ort       | Land       | Disziplin |
| ----------------- | --------- | ---------- | --------- |
| 29. November 2012 | Reiteralm | Österreich | Super-G   |

### Weitere Erfolge
- 1 Sieg in einem FIS-Rennen